# Raión de Griázovets
El raión de Griázovets (ruso: Гря́зовецкий райо́н) es un distrito administrativo (raión) ruso perteneciente a la óblast de Vólogda. Se ubica en el sur de la óblast. Su capital es Griázovets.
En 2023, el raión tenía una población de 32 078 habitantes. Se ubica al sur y sureste de la capital regional Vólogda. Su territorio es limítrofe al sur con la óblast de Yaroslavl y al este con la óblast de Kostromá.

## Subdivisiones
Comprende la ciudad de Griázovets (la capital), el asentamiento de tipo urbano de Vójtoga y 479 localidades rurales. Las dos localidades urbanas albergan a dos terceras partes de la población distrital, mientras que la mayoría de las localidades rurales están despobladas o casi despobladas y solamente seis de ellas superan los quinientos habitantes. Debido a esta dispersión rural, desde 2022 el autogobierno local del raión toma la forma jurídica de ókrug municipal, de forma que un solo ayuntamiento con sede en Griázovets ejerce su jurisdicción sobre todo el raión.
Antes de 2022, el raión se dividía en los ayuntamientos urbanos de Griázovets y Vójtoga y cinco asentamientos rurales: "Komyanskoye" (con sede en Joroshevo), "Pertsevskoye" (con sede en Slobodá), Rostilovo, Sídorovo y Yúrovo.